# Botsende beschavingen

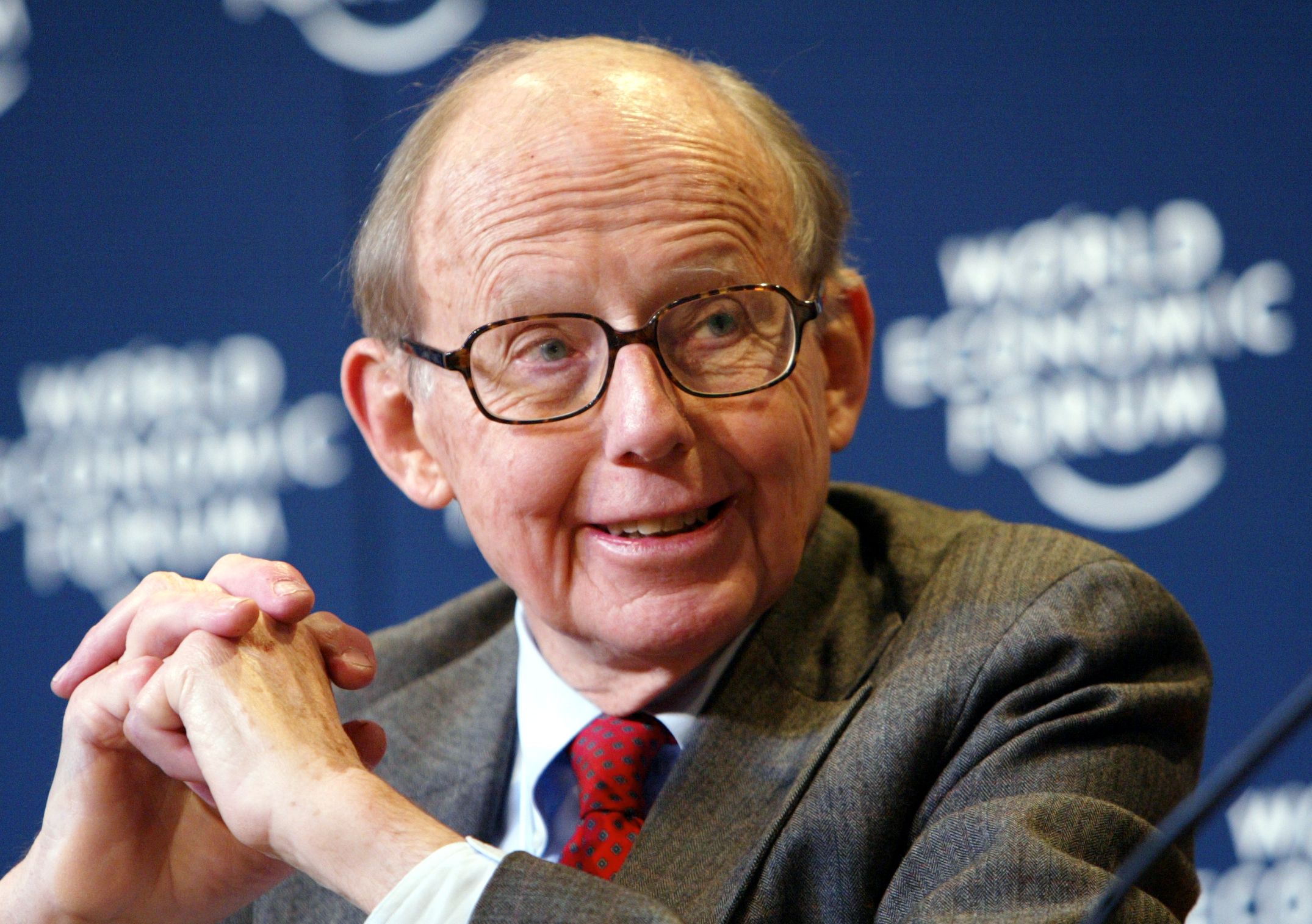
Samuel Huntington, 2004 in Davos

De ‘botsende beschavingen’ (Engels: Clash of Civilizations) is de theorie van de Amerikaanse politicoloog Samuel Huntington die zegt dat de culturele en religieuze identiteit van mensen de belangrijkste bron van conflicten wordt in de periode na de Koude Oorlog.
De theorie werd voor het eerst geformuleerd in 1993 in een artikel in Foreign Affairs, getiteld The Clash of Civilizations?, als reactie op Francis Fukuyama’s boek uit 1992: Het einde van de geschiedenis en de laatste mens. Huntington breidde later zijn these uit en gaf deze in 1996 als een boek uit: The Clash of Civilizations and the Remaking of World Order. De term zelf werd voor het eerst gebruikt door Bernard Lewis in een artikel in de uitgave van The Atlantic Monthly van september 1990. Dat artikel was getiteld: The Roots of Muslim Rage (De wortels van de woede van de moslims).

## Algemeen
Huntington richtte zijn denken eerst op de diverse theorieën over de aard van de globale politiek in de periode na de Koude Oorlog. Sommige theoretici en schrijvers stelden dat de liberale democratie en de westerse waarden als enig ideologisch alternatief overgebleven waren voor naties in de periode na de Koude Oorlog. Zo was er bijvoorbeeld Francis Fukuyama, die betoogde dat de wereld het ‘einde van de geschiedenis’ bereikt had in de hegeliaanse zin. Huntington echter geloofde dat, hoewel het tijdperk van de ideologie beëindigd was, de wereld teruggekeerd was naar een ‘normale stand van zaken’, die gekarakteriseerd wordt door culturele conflicten. Hij stelde dat conflicten in de toekomst vooral cultureel en religieus van aard zouden zijn. Verder poneert hij dat het concept van verschillende beschavingen, als de hoogste graad van culturele identiteit, steeds nuttiger zal worden om de kans op een conflict in te schatten. In het ‘Foreign Affairs’-artikel van 1993 schreef Huntington het volgende:

It is my hypothesis that the fundamental source of conflict in this new world will not be primarily ideological or primarily economic. The great divisions among humankind and the dominating source of conflict will be cultural. Nation states will remain the most powerful actors in world affairs, but the principal conflicts of global politics will occur between nations and groups of different civilizations. The clash of civilizations will dominate global politics. The fault lines between civilizations will be the battle lines of the future.
(Het is mijn stelling dat de fundamentele bron van conflicten in deze nieuwe wereld niet in de eerste plaats ideologisch of in de eerste plaats economisch zal zijn. De grote scheidslijnen tussen mensen en de overheersende bron van conflicten zullen cultureel van aard zijn. Natiestaten zullen de toon blijven aangeven op het wereldtoneel, maar de voornaamste conflicten in de wereldpolitiek zullen zich voordoen tussen naties en groepen van verschillende beschavingen. De botsing der beschavingen zal de wereldpolitiek overheersen. De breuklijnen tussen beschavingen zullen de gevechtslinies van de toekomst zijn.)

Huntington lijkt dus tot de primordialisten te behoren, wat wil zeggen dat hij gelooft dat cultureel bepaalde groepen zeer oud en een natuurlijk fenomeen zijn, terwijl hij in zijn vroege werk eerder een structureel functionalist leek te zijn. Zijn visie dat natiestaten de machtigste spelers op wereldvlak zullen blijven, stemt weer meer overeen met realisme. In zijn waarschuwing dat de westerse beschaving mogelijk ten onder zal gaan klinken Arnold J. Toynbee en Oswald Spengler door.

## Lijst van beschavingen

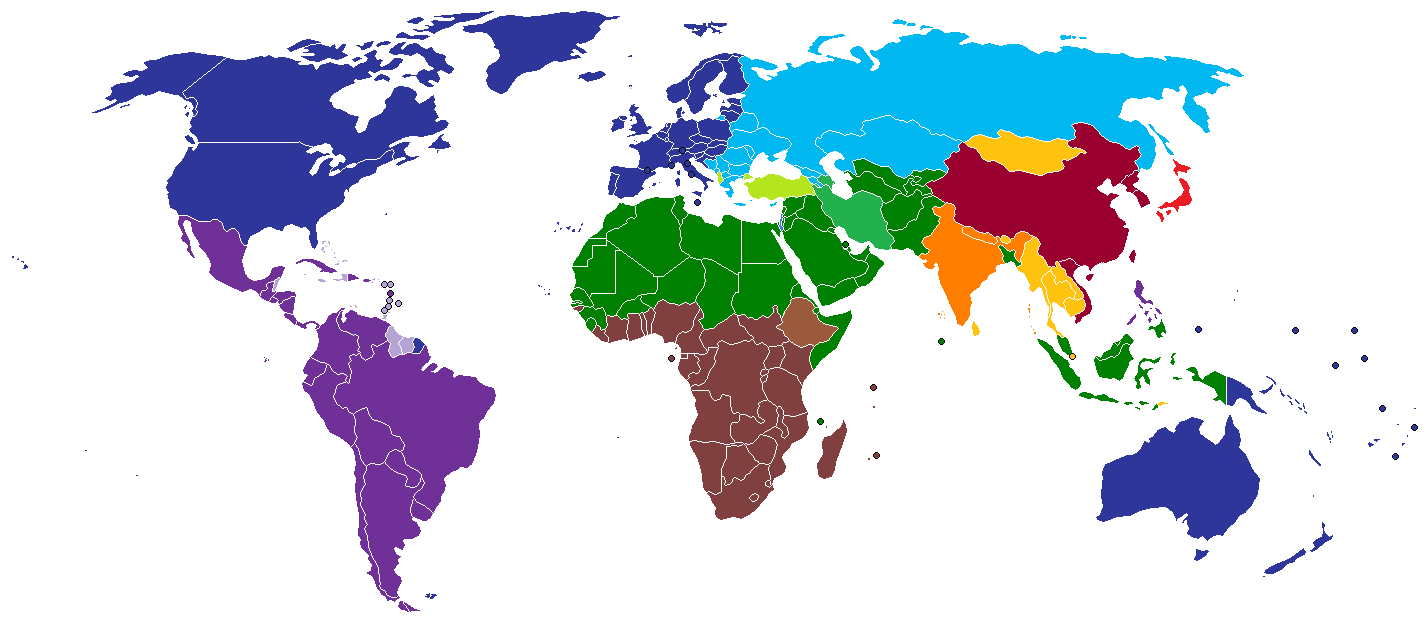
De kaart van hoofdbeschavingen volgens Huntington:
Westers
Orthodox
Latijns-Amerikaans
Islamitisch
Hindoeïstisch
Oost-Aziatisch
Japans
Boeddhistisch
Afrikaans

De definitie, naamgeving en zelfs het aantal beschavingen zijn ietwat dubbelzinnig in de werken van Huntington. Zijn ‘beschavingen’ kunnen bestaan uit staten maar ook uit sociale groepen (zoals etnische en religieuze minderheden). De belangrijkste religie in een gebied lijkt het hoofdcriterium te zijn bij zijn classificatie, maar in sommige gevallen zijn geografische nabijheid en taalverbanden ook belangrijk. Aan de hand van verscheidene studies van de geschiedenis verdeelde Huntington in zijn thesis de wereld als volgt in 'hoofdbeschavingen' ('major civilizations'):
- De westerse beschaving, gecentreerd in West-Europa (voornamelijk de Europese Unie) en Noord-Amerika, maar ook andere landen die geworteld zijn in de Europese cultuur zoals Australië en Nieuw-Zeeland. Huntington rekent ook de eilanden in de Stille Oceaan, Oost-Timor, Frans-Guyana en het noordelijke en centrale deel van de Filipijnen tot deze categorie. Of Latijns-Amerika en de voormalige deelstaten van de Sovjet-Unie kunnen meegerekend worden of hun eigen aparte beschavingen vormen, zal in de toekomst voor die regio’s een belangrijke overweging worden volgens Huntington.
- De orthodoxe wereld, namelijk Armenië, Wit-Rusland, Bulgarije, Georgië, Noord-Macedonië, Moldavië, Montenegro, Roemenië, Rusland, Servië en Oekraïne.
- Latijns-Amerika, wat een mengcultuur is van de westerse wereld en de oorspronkelijke, lokale bevolking. Deze beschaving kan als een deel van de Westerse beschouwd worden, maar heeft lichtjes andere sociale en politieke structuren dan Europa en Noord-Amerika. Aan de andere kant beschouwen vele inwoners van de landen van de Zuidkegel zichzelf als westerlingen.
- De islamitische wereld: Het Midden-Oosten, Centraal-Azië, Noord-Afrika, de Hoorn van Afrika, delen van West- en Centraal Afrika, Pakistan, Afghanistan, Albanië, Azerbeidzjan, Bangladesh, delen van Bosnië en Herzegovina, Indonesië, Maleisië, de Maldiven, Somalië, Mindanao en delen van India
- De hindoeïstische beschaving, die zich voornamelijk bevindt in India en Nepal en cultureel wordt aangehangen door een groot aantal mensen met Indiase oorsprong (diaspora).
- De Oost-Aziatische beschaving van China, Korea, Singapore, Taiwan en Vietnam. Deze groep omvat ook de Chinese diaspora, vooral in relatie tot Zuidoost-Azië.
- Japan, dat beschouwd wordt als een mengcultuur tussen de Oost-Aziatische beschaving en oudere, Altaïsche elementen.
- De beschaving van Afrika dat niet-moslim is wordt door Huntington beschouwd als een 8ste beschaving.[1]
- Boeddhistische gebieden zoals Bhutan, Cambodja, Laos, Mongolië, Myanmar, Sri Lanka, Thailand, Arunachal Pradesh, Kalmukkië, delen van Nepal, delen van Siberië en de voormalige Tibetaanse in ballingschap worden beschouwd als apart van andere beschavingen, maar Huntington vindt dat zij geen ‘hoofdbeschaving’ zijn wat betreft internationale zaken.
- Ethiopië, Haïti en Turkije worden beschouwd als zogenaamde 'eenzame landen' ('Lone countries'). “Israël kan ook gezien worden als een unieke staat, met zijn eigen beschaving”, schrijft Huntington, “maar één die extreem gelijkt op het Westen.” Hij gelooft ook dat de voormalig Britse kolonies in Midden-Amerika een aparte entiteit vormen.
- Soms worden de Oost-Aziatische, hindoeïstische, boeddhistische en Japanse beschavingen als één enkele beschaving beschouwd: de oosterse wereld.

## Huntingtons thesis over de botsende beschavingen

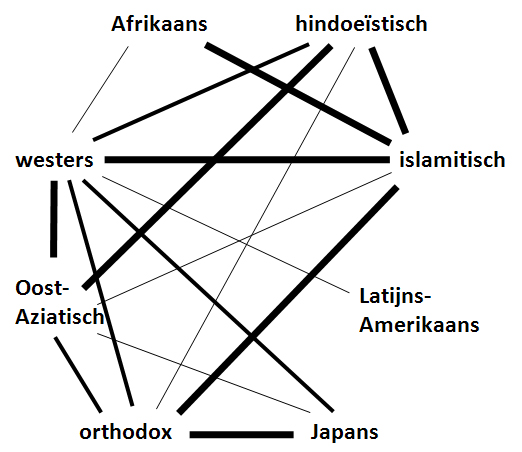
In Huntingtons werk van 1996 wordt de vorming van nieuwe onderlinge verhoudingen tussen de verschillende beschavingen beschreven. De dikte van de lijnen is proportioneel met de kans op conflicten tussen twee beschavingen.

Huntington stelt dat de tendensen naar een wereldwijd conflict na de Koude Oorlog steeds meer samenvallen met de grenzen tussen deze verschillende culturen; oorlogen zoals die waarmee de verdeling van Joegoslavië gepaard ging, die in Tsjetsjenië en die tussen Pakistan en India werden al aangevoerd als bewijs van intercultureel conflict, doch de strijd tegen terrorisme (Engels: ‘War on Terror(ism)’) wordt beschouwd als de grootste praktische manifestatie van de botsende beschavingen.
Huntington wijst er ook op dat de in het Westen wijdverbreide idee dat de westerse waarden en politieke systemen universeel zijn, naïef is en dat het voortdurend aansporen tot democratisering en overname van zulke ‘universele’ normen door andere beschavingen alleen maar meer vijandigheid oproept. Huntington ziet het Westen als onwillig dit te aanvaarden omdat het het internationale systeem opgebouwd heeft, de wetten ervan geschreven heeft en het belichaamd heeft in de vorm van de Verenigde Naties. Huntington stelt een grote verschuiving van economische, militaire en politieke macht van het Westen naar de andere beschavingen van de wereld vast, voornamelijk naar de twee ‘uitdagerbeschavingen’ (‘challenger civilizations’): de Oost-Aziatische en de islamitische.
Volgens Huntington doet de Oost-Aziatische beschaving zichzelf en haar waarden cultureel steeds meer gelden in relatie tot het Westen, wat toe te schrijven is aan de snelle economische groei van China. In het bijzonder gelooft hij dat het China’s doel is zichzelf opnieuw te profileren als leidinggevende mogendheid in de regio en dat andere landen in de regio China zullen bijvallen, vanuit de traditie van hiërarchische bevelstructuren die geworteld zijn in de confucianistische Oost-Aziatische beschaving en die trouwens in schril contrast staan met de individualistische en pluralistische waarden van het Westen. Met andere woorden: regionale machten zoals Noord-Korea, Zuid-Korea en Vietnam zullen zich eerder schikken naar Chinese eisen en China steeds meer steunen dan proberen zich ertegen te verzetten. Daarom meent Huntington dat de opkomst van China een van de gewichtigste problemen en op de lange termijn de machtigste bedreiging vormt voor het Westen. De Chinese culturele profilering botst immers met het Amerikaanse verlangen dat er geen regionale hegemonie zou zijn in Oost-Azië.
Huntington stelt dat de islamitische beschaving een enorme bevolkingsexplosie gekend heeft – en nog steeds kent –, die de instabiliteit bevordert van zowel de grenzen van de islamitische beschaving als haar binnenland, waar fundamentalistische bewegingen steeds populairder worden. Manifestaties van wat hij de ‘Islamitische Heropleving’ (‘Islamic Resurgence’) noemt, zijn onder andere de Iraanse Revolutie in 1979, de strijd tegen terrorisme en de enorm wijdverbreide islamitische oppositie tegen de Verenigde Staten tijdens de Golfoorlog en de Irakoorlog, ondanks de algemeen bekende aard van het regime van Sadam Hoessein.

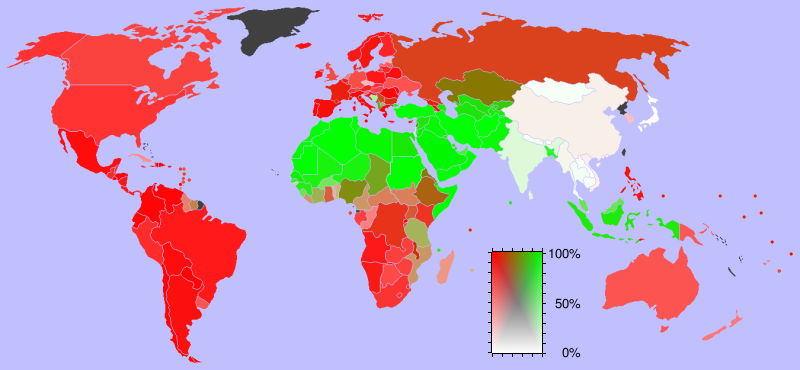
Verhouding tussen de islam (groen) en het christendom (rood) in de wereld

Misschien wel de meest controversiële bewering die Huntington in de mond genomen heeft in het artikel in Foreign Affairs was dat “de islam bloedige grenzen heeft” (“Islam has bloody borders”). Huntington meent dat dit een direct gevolg is van verscheidene factoren, zoals de reeds genoemde bevolkingsexplosie in moslimlanden en de nabijheid van de islamitische beschaving tot vele andere: de Oost-Aziatische, orthodoxe, westerse en Afrikaanse.
Huntington ziet de islamitische beschaving als een mogelijke bondgenoot van China, want beide hebben zowel revisionistische doelen als conflicten met andere beschavingen, voornamelijk de westerse. Hij constateert gemeenschappelijk Chinese en islamitische belangen op het gebied van wapenproliferatie, mensenrechten en democratie die botsen met die van het Westen en hij meent dat dit de gebieden zijn waarop de twee beschavingen zullen samenwerken.
Rusland, Japan en India zijn wat Huntington ‘schommelbeschavingen’ noemt (‘swing civilizations’) want zij zouden elk van beide beschavingen kunnen verkiezen. Rusland bijvoorbeeld, botst met vele etnische moslimgroepen aan zijn zuidgrens (bijvoorbeeld Tsjetsjenië), maar werkt samen met Iran om nog meer geweld tussen moslims en orthodoxen te vermijden en in een poging de oliestroom in stand te houden. Huntington bepleit dat een ‘Sino-islamitische connectie’ aan het opkomen is waarin China nauwer zal samenwerken met Iran, Pakistan en andere staten om zijn internationale positie te verhogen.
Huntington zegt ook dat conflicten tussen beschavingen voornamelijk gangbaar zijn tussen moslims en niet-moslims en verklaart zo de ‘bloedige grenzen’ tussen de moslimbeschaving en andere beschavingen. Hij meent dat de huidige globale strijd tegen het terrorisme tussen voornamelijk het Westen en de islam geen modern gevolg is van enkele uitzinnige radicalen, maar eerder een 21e-eeuwse geschiedenis van het conflict tussen de twee beschavingen weergeeft. Dat conflict dateert al uit de eerste invasie van de islam in Europa vanaf de 8e eeuw, zijn uiteindelijke terugdringing tijdens de Spaanse Reconquista, de aanvallen door de Ottomanen op de Balkan, tot in Hongarije en Oostenrijk toe, en de koloniale en post-koloniale verdeling van de moslimlanden door de Europeanen in de 19de en 20ste eeuw. Hij gelooft dat sommige van de factoren die bijdragen tot dit conflict zijn dat zowel het christendom (waarop de westerse beschaving deels gebaseerd is) als de islam de volgende kenmerken gemeen hebben. Beide zijn namelijk:
- missionerende religies;
- universele, ‘alles-of-niets-religies’, in de zin dat zij pretenderen de enige juiste religie te zijn;
- teleologische religies, wat wil zeggen dat zij een lineaire visie op de geschiedenis hebben, die uitloopt op een Laatste Oordeel, en dat alleen haar waarden en geloofspunten de zin van het bestaan vertegenwoordigen.

Recentere factoren die bijdragen tot een confrontatie tussen het Westen en de islam zijn de ‘Islamitische Heropleving’ en de bevolkingsexplosie in moslimgebieden, gekoppeld aan de waarden van het westerse universalisme – namelijk dat alle beschavingen de westerse waarden moeten overnemen – die moslimfundamentalisten woedend maken.
“Al deze historische en recente factoren tezamen”, schreef Huntington kort in zijn artikel in Foreign Affairs en veel gedetailleerder in zijn boek van 1996, “zouden leiden tot een bloedig conflict tussen de moslimwereld en het Westen.” Samen met een Oost-Aziatisch-westers conflict zou de westers-islamitische botsing het meest bloedige conflict van de vroege 21ste eeuw vertegenwoordigen, volgens Huntington. Aldus zijn de terroristische aanslagen van 11 september 2001 en de daarop volgende gebeurtenissen, zoals de oorlog in Afghanistan en die in Irak, al vaak bekeken als een bewijs voor de ‘botsingtheorie’.

## Modernisering, verwestering en ‘verscheurde landen’
Critici van Huntingtons ideeën uiten hun kritiek vaak door te verwijzen naar traditionele culturen en interne hervormers die trachten te moderniseren zonder de waarden en standpunten van de westerse cultuur over te nemen; deze critici beweren soms dat moderniseren noodzakelijk maakt ‘verwesterd’ te worden tot op een vrij hoog niveau.
Als reactie geven degenen die de ‘botsendebeschavingenthesis’ als juist beschouwen dikwijls Japan als voorbeeld, waarvan ze beweren dat het fundamenteel niet-westers is. Ze stellen dat het wel veel westerse technologieën heeft overgenomen (en er recentelijk ook zelf enkele heeft uitgevonden), een parlementaire democratie ingesteld heeft en kapitalistisch geworden is maar dat het op cultureel vlak zeer verschillend van het Westen is gebleven. China wordt door sommigen ook genoemd als een opkomende niet-westerse economie. Velen wijzen ook de 'Oost-Aziatische tijgers' of naburige staten aan als staten die een westerse economie hebben overgenomen, terwijl ze een traditionele of totalitaire, sociale regering hebben behouden.
Misschien is het beste voorbeeld van een niet-westerse gemoderniseerde staat wel Rusland, de kernstaat van de orthodoxe beschaving; indien je de orthodoxe wereld niet als aparte beschaving beschouwt maar als deel van de westerse, dan is Rusland hier natuurlijk geen relevant voorbeeld. Huntington stelt dat Rusland voornamelijk een niet-westerse staat is, hoewel hij er blijkbaar mee akkoord gaat dat het een aanzienlijke hoeveelheid culturele voorgeschiedenis met het moderne Westen deelt. Rusland was een van de grootmachten tijdens de Eerste Wereldoorlog. Het was dus ook een niet-westerse macht. Volgens Huntington is het Westen te onderscheiden van orthodoxe landen door:
- het meemaken van de renaissance;
- het meemaken van de reformatie;
- het meemaken van de verlichting;
- overzees kolonialisme in plaats van expansie naar en kolonisatie van aangrenzende gebieden;
- een recente herinbreng van de klassieke cultuur rechtstreeks uit Rome in plaats van uit het Byzantijnse Rijk.

De verschillen tussen de moderne Slavische staten kunnen nog steeds bemerkt worden in deze tijd. Dit punt staat ook in relatie tot de ‘universaliserende factor’ (‘universalizing factor’) waar sommige beschavingen blijk van geven. Huntington noemt landen die zich proberen aan te sluiten bij een andere beschaving ‘verscheurde landen’ (‘torn countries’).

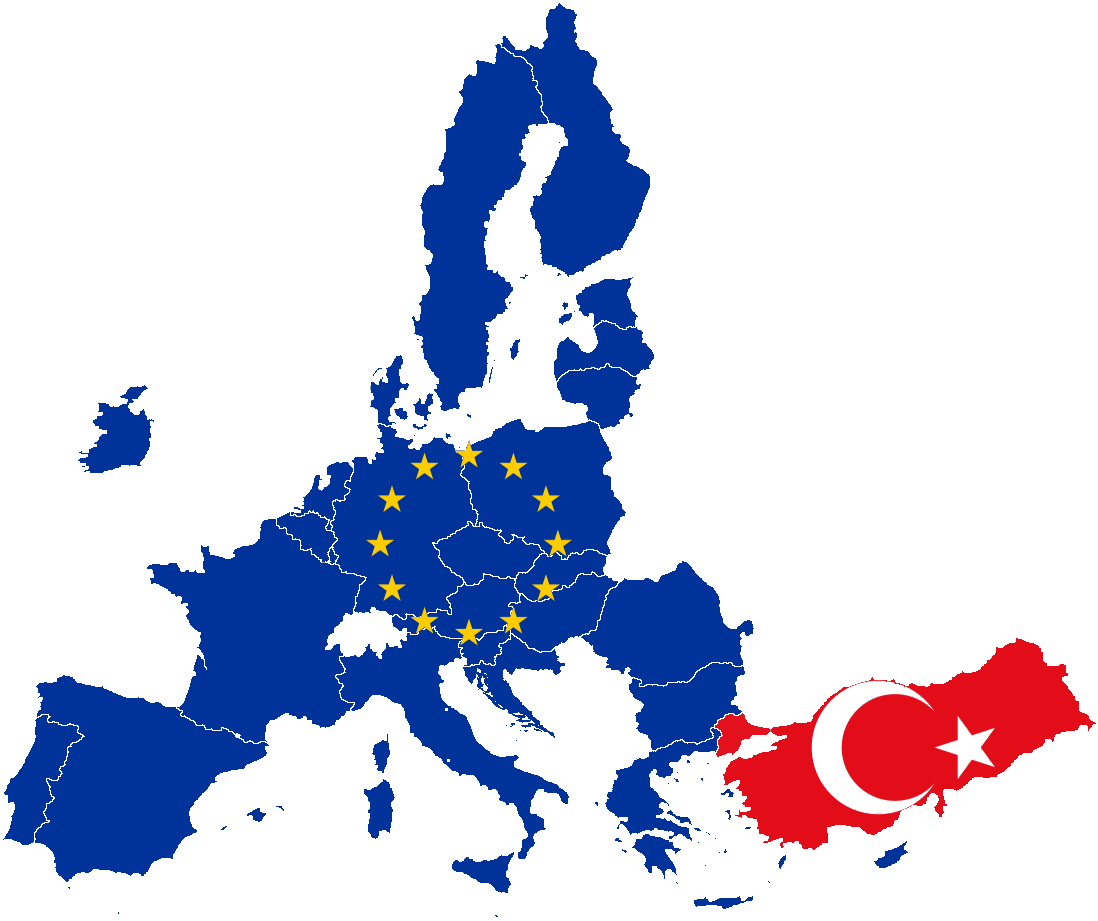
Turkije en de Europese Unie

Turkije, waarvan de politieke leiders sinds de jaren 1920 systematisch hebben getracht het land te verwesteren, is Huntingtons belangrijkste voorbeeld. De geschiedenis, cultuur en tradities van Turkije zijn ontleend aan de Turkse en islamitische  beschavingen maar de Turkse westers-georiënteerde elite heeft westerse instellingen en klederdracht opgelegd, het Latijnse alfabet aangenomen, is toegetreden tot de NAVO en probeert nu toe te treden tot de Europese Unie. Mexico en Rusland worden door Huntington ook als ‘verscheurd’ beschouwd. Hij geeft tevens Australië als voorbeeld van een land dat verscheurd is tussen zijn westerse culturele erfgoed en zijn groeiende economische verbintenis met Azië.
Volgens Huntington moet een verscheurd land aan drie voorwaarden voldoen om zijn culturele identiteit opnieuw te definiëren:
1. zijn politieke en economische elite moeten de beweging steunen;
2. de grote massa moet bereid zijn de hervorming te accepteren;
3. de elites van de beschaving waar het verscheurde land in kwestie toenadering tot zoekt, moet het land aanvaarden.

Zoals vermeld wordt in het boek, is geen enkel verscheurd land er tot nu toe in geslaagd zijn culturele identiteit opnieuw te definiëren; meestal was de oorzaak hiervan dat de elites van de ‘gastheerbeschaving’ weigerden het land op te nemen.

## Kritiek

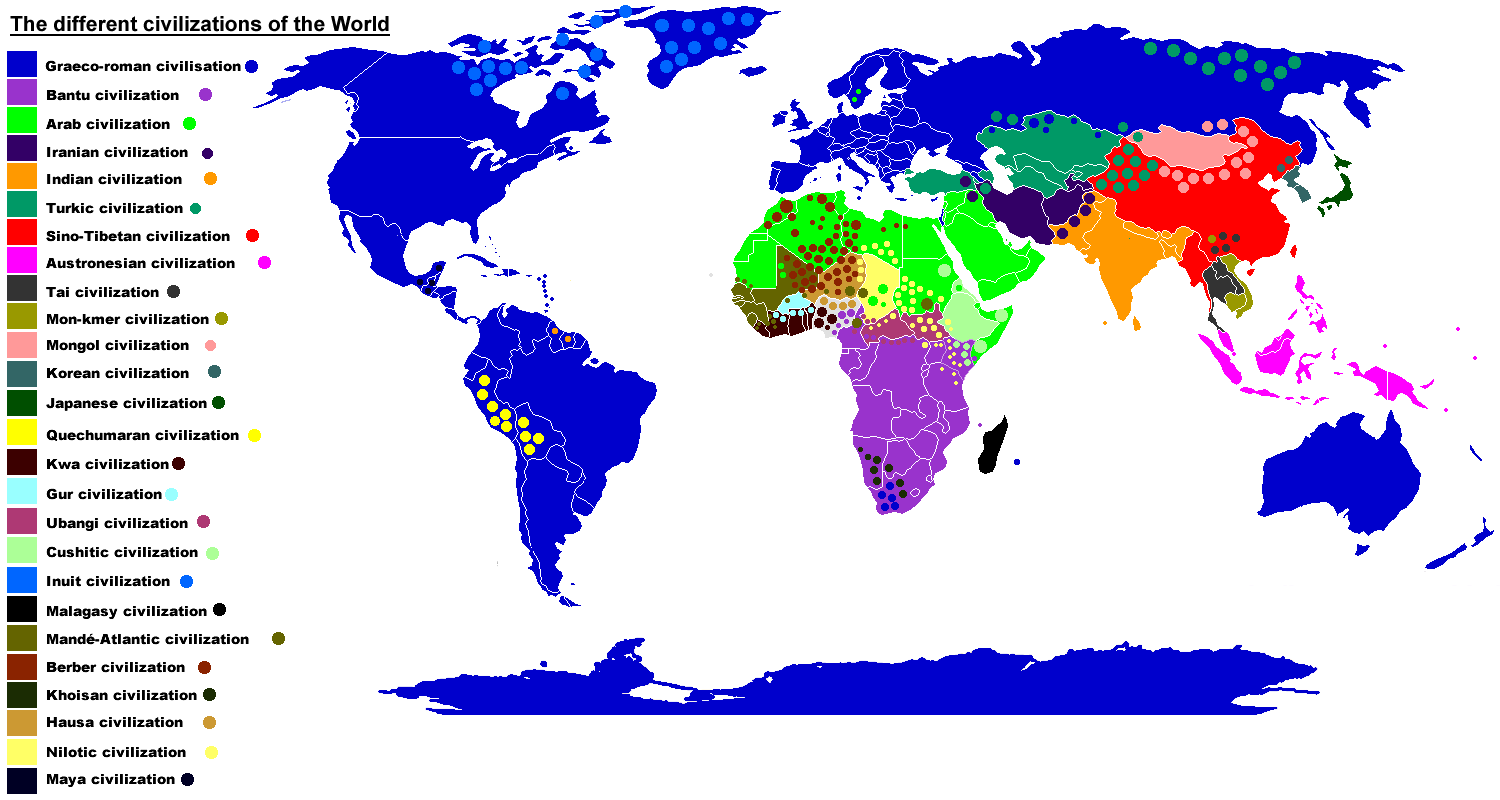
Een andere interpretatie van de wereldbeschavingen, waarin de Islamitische "beschaving" niet wordt erkend. In plaats daarvan wordt er langs etnische lijnen gesproken over de Arabische, Berberse, Perzische, Indische, Austronesische en Turkse beschaving

Huntingtons artikel in Foreign Affairs lokte meer reacties uit dan bijna welk ander essay ooit in dat tijdschrift. Zijn stelling heeft veel kritiek gekregen vanuit zeer veel verschillende paradigma’s, die zijn implicaties, methodologie en zelfs zijn basisconcepten ter discussie stellen. In zijn boek steunt Huntington voornamelijk op anekdotisch bewijsmateriaal. Tegen zijn verwachtingen in hebben ernstigere, empirische studies geen bijzondere toename van de veelvuldigheid van interculturele conflicten in de periode na de Koude Oorlog aangetoond. Sommigen stellen dat de beschavingen die hij identificeert, gefragmenteerd zijn en weinig interne eenheid vertonen. Zo is de islamitische wereld enorm verdeeld, onder andere in etnische groepen, aangezien Koerden, Arabieren, Perzen, Turken, Pakistani en Indonesiërs allemaal onderling zeer verschillende wereldbeelden hebben. Sterker nog, de criteria voor de voorgestelde opdeling zijn onduidelijk. Men zou kunnen stellen dat de culturele verschillen tussen bijvoorbeeld China en Japan niet belangrijker zijn dan die tussen China en de andere Oost-Aziatische landen. Toch worden deze wel onder de noemer 'Oost-Aziatische beschaving' gebracht, terwijl Japan een aparte entiteit blijkt te vormen. Ook de westerse beschaving omvat zowel protestantse als katholieke takken en de cultuurverschillen tussen de Germaanse en Romaanse delen van West-Europa worden ook genegeerd. Het onderscheid tussen de Westerse en de Orthodoxe beschaving houdt geen rekening met niet-religieuze factoren, zoals het blijvend resultaat van het communisme of het niveau van economische ontwikkeling. Verschillen tussen verschillende moslimgemeenschappen (bijvoorbeeld Soennieten en Sjiieten) worden ook genegeerd.
Amartya Sen heeft in zijn boek Identity and Violence: The illusion of destiny (Identiteit en Geweld: De illusie van het lot) kritiek op Huntingtons belangrijkste concept van een onvermijdelijke botsing langs culturele grenzen. In dit boek stelt hij dat het een fundamentele oorzaak van geweld is wanneer mensen elkaar zien alsof ze één enkele connectie hebben: bijvoorbeeld hindoe of moslim, in plaats van verschillende connecties: hindoe, vrouw, huisvrouw, moeder, artiest, dochter, lid van een bepaalde sociaal-economische klasse en dergelijke meer, die allemaal een onderdeel van iemands identiteit kunnen zijn.
In zijn boek Terror and Liberalism (Terreur en Liberalisme) uit Paul Berman nog andere kritiek op Huntingtons hypothese. Volgens Berman bestaan er geen duidelijk onderscheidbare cultuurgrenzen meer in deze tijd. Hij bepleit dat er noch een ‘islamitische beschaving’, noch een ‘westerse beschaving’ bestaat en dat het aangevoerde bewijs voor een botsing tussen beschavingen niet overtuigend is, vooral wanneer je de vriendschappelijke relaties tussen bijvoorbeeld de Verenigde Staten en Saoedi-Arabië in acht neemt: twee (kern)staten (!) van verschillende beschavingen. Daarnaast wijst hij op het feit dat vele moslimfundamentalisten een substantiële hoeveelheid tijd in het Westen spenderen, om daar te wonen en/of te studeren. Volgens Berman ontstaan conflicten omwille van een botsing van filosofische denkwijzen tussen groepen, ongeacht hun culturele of religieuze identiteit. In het geval van islamitische gemeenschappen zou de ‘botsing’ eerder met moderniteit zijn dan met andere, vergelijkbare, religieus gebaseerde samenlevingen of groepen; er ontstaat conflict tussen de waarden van de traditionele religie en die van de consumptiemaatschappij en de entertainmentwereld.
Het werd ook al beweerd dat waarden gemakkelijker overgebracht en veranderd kunnen worden dan Huntington voorstelt. Naties zoals India en Japan zijn succesvolle democratieën geworden en het Westen was zelf vol van despotisme en fundamentalisme tijdens het grootste deel van zijn geschiedenis. Anderen zien Huntingtons thesis dan weer als een selffulfilling prophecy, in dit geval door de verschillen tussen de beschavingen opnieuw aan te halen. Edward Said publiceerde een reactie op Huntingtons thesis in zijn eigen essay: The Clash of Ignorance (Nederlands: De Botsing van Onwetendheid). Said stelt dat Huntingtons categorisering van de vastgestelde ‘beschavingen’ van de wereld de dynamische onderlinge afhankelijkheid en interactie van culturen negeert. Volgens Said is het een voorbeeld van ‘ingebeelde geografie’ (‘imagined geography’), waarbij de voorstelling van de wereld op zekere manier een bepaalde politiek legitimeert.
Een andere vermeldenswaardige criticus van Huntingtons theorie echter, is hijzelf. Onopgemerkt door vele van zijn lezers heeft hij zijn ‘botsendebeschavingentheorie’ aangepast door de theorie in verband met de bevolkingsexplosie als basis ervoor gebruiken:

I don’t think Islam is any more violent than any other religions, and I suspect if you added it all up, more people have been slaughtered by Christians over the centuries than by Muslims. But the key factor is the demographic factor. Generally speaking, the people who go out and kill other people are males between the ages of 16 and 30.

(Ik geloof niet dat de islam gewelddadiger is dan andere religies en ik vermoed dat er, als je het allemaal zou optellen, door de eeuwen heen meer mensen afgeslacht zijn door christenen dan door moslims. Maar het belangrijkste is de demografische factor. Over het algemeen genomen zijn de mensen die eropuit gaan en andere mensen vermoorden, mannen tussen de 16 en de 30.)

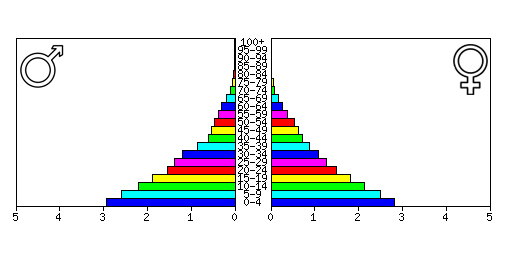
Bevolkingspyramide van Soedan in 2000 weergegeven in miljoenen inwoners per leeftijdscategorie. (Bron: US Census Bureau, International Data Base) Dadelijk wordt de bevolkingsexplosie in dat land duidelijk, waar inderdaad een conflict heerst: zie Conflict in Darfoer

In essentie heeft Huntington dus zijn theorie aangepast in de richting van een diepere beschouwing van de demografie, in zijn verklaring van oorlog, sociale onrust en geweld.

## Verwante concepten
In recente jaren heeft de theorie van ‘Dialoog tussen beschavingen’ (‘Dialogue Among Civilizations’), een antwoord op Huntingtons botsende beschavingen, ook wel wat internationale aandacht gekregen. Het concept, dat geïntroduceerd werd door voormalig Iraans president Mohammad Khatami, vormde de basis voor de VN-resolutie om het jaar 2001 het ‘Jaar van de Dialoog tussen Beschavingen’ te noemen.
De Alliantie van Beschavingen (‘Alliance of Civilizations’ of ‘AOC’) is een initiatief, voorgesteld door Spaanse president José Luis Rodríguez Zapatero op de 59ste Algemene Vergadering van de Verenigde Naties in 2005. Het werd mede gesteund door de Turkse premier Recep Tayyip Erdoğan. Het initiatief heeft de bedoeling aan te zetten tot gezamenlijke actie over diverse samenlevingen om het extremisme te bevechten, om culturele en sociale barrières tussen voornamelijk het Westen en de moslimwereld te doorbreken en om de spanningen en de toespitsing van tegenstellingen tussen samenlevingen die verschillen in religieuze en culturele waarden, te verminderen.
Het thema van de interreligieuze dialoog werd vooral in actie gebracht door de Turkse, religieuze leider Fethullah Gülen en zijn volgelingen, in de late jaren ’90. Om de vraag ‘Hoe kunnen burgers van de wereld in vrede en harmonie leven?’ aan de orde te stellen, organiseren Gülens volgelingen talloze internationale evenementen.

## Huntingtons voorspellingen: analyse en terugblik
Na de aanslagen van 11 september 2001 wordt Huntington meer en meer beschouwd alsof hij de Oorlog in Afghanistan, de bomaanslagen op Bali op 12 oktober 2002, de Irakoorlog in 2003, de crisis in verband met de Cartoons over Mohammed in Jyllands-Posten van 2005, de Terroristische aanslagen in Londen van 7 juli 2005, de voortdurende conflict over het Atoomprogramma van Iran en de Israëlisch-Libanese oorlog van 2006 voorspeld heeft. Deze gebeurtenissen zetten de indruk dat Huntingtons botsing wel degelijk te gebeuren staat kracht bij.

Uitbreidingen van de EU tussen 1957 en 2007; de laatste uitbreiding is de aansluiting van Roemenië en Bulgarije.
Europese Gemeenschap
Europese Unie

Sommigen houden eraan vast dat de uitbreidingen van de Europese Unie in 1995 en 2004 de oostelijke grenzen van de EU tot bij de grenzen tussen Huntingtons westerse en orthodoxe beschaving gebracht heeft; de meeste historisch protestantse en katholieke landen van Europa zijn nu EU-lidstaten (met uitzondering van landen die vrijwillig het EU-lidmaatschap geweigerd hebben, zoals Zwitserland en Noorwegen). Een groot deel van de historisch orthodoxe landen van Europa zijn dat dan weer niet (hoewel er ook hier uitzonderingen zijn zoals Griekenland – dat al sinds 1981 een lidstaat is – en het – nieuwere – Cyprus).
Anderen daarentegen stellen het NAVO- en EU-lidmaatschap van Roemenië en Bulgarije (NAVO: 2004, EU: 2007) voor als een uitdaging voor een deel van Huntingtons analyse. De grens die hij door Roemenië getrokken had is immers geen werkelijkheid geworden. De recente westers-gerichte bewegingen van Oekraïne en Moldavië is ook een argument tegen de getrokken grens.
Duitse aardrijkskundigen hebben erop gewezen dat Huntingtons regio’s van ‘beschavingen’ beïnvloed zijn door het concept van de ‘Kulturerdteile’ (‘cultuurcontinenten’) van de aardrijkskundige Albert Kolb – een theorie uit 1962 die alweer verworpen is. In deze theorie werd het effect van religieuze aspecten echter als minder belangrijk beschouwd dan historische en sociale aspecten. Huntington schreef in zijn boek dat de Duitse geleerden een ander concept van beschaving hebben dan dat hij in zijn analyse voorgesteld heeft.
De thesis van botsende beschavingen wordt soms ook beschouwd als een zelfbevestigende voorspelling, zoals reeds vermeld. De ideeën van Huntington en Bernard Lewis waren al invloedrijk onder Amerikaanse neoconservatieve figuren zoals vicepresident Richard Cheney vóór 11 september 2001; Midden-Oosterse geleerde Gilles Kepel meldde in 2003 dat vele radicale islamisten in het Midden-Oosten Huntingtons thesis op dezelfde manier instemmend bekeken. Daarom zou het feit dat Amerikaanse beleidsmakers én radicale islamisten elkaar op de een of andere manier hebben geconfronteerd een indicatie kunnen zijn dat mensen aan beide kanten gebeurtenissen interpreteerden volgens de thesis en dat de thesis zelf dus niet 'selffulfilling' is.